# Alstromérie

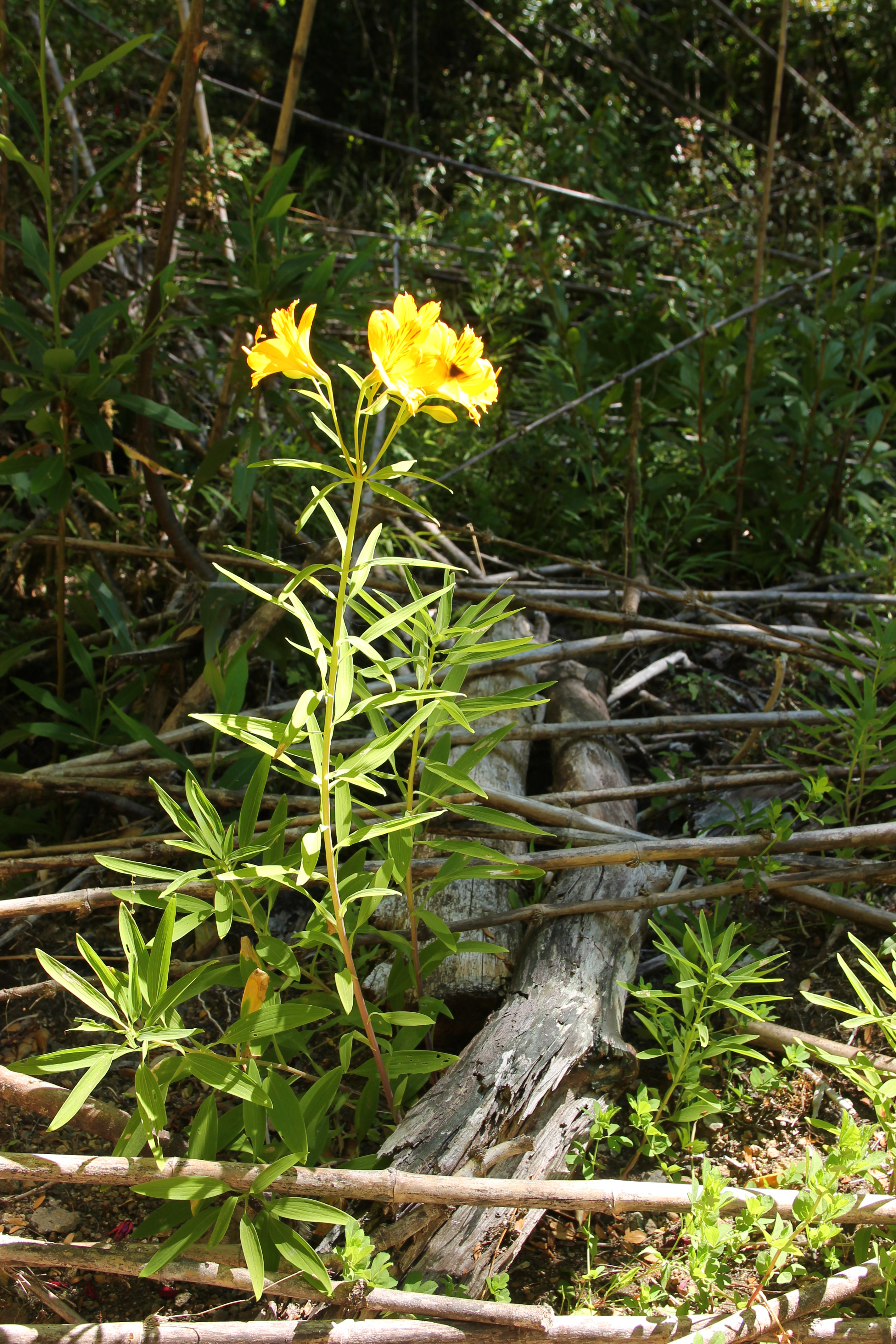
Alstromérie v přirozeném prostředí, Pucón, Chile

Alstromérie (také alstremerka či boubelka, nesprávně astromélie) je jednoděložná rostlina z čeledi alstremerkovité (Alstroemeriaceae), dříve řazená do čeledi liliovité (Liliaceae). Především kvůli jihoamerickému původu se této rostlině často přezdívá peruánská lilie nebo lilie Inků.
Alstremerka získala své jméno po švédském baronu Clasi Alströmerovi (1736–1794). Pojmenoval ji významný botanik Carl von Linné, který byl blízkým přítelem barona.

## Popis
Tato vytrvalá bylina, která dorůstá do výšky až 1,5 metru, svými květy na první pohled připomíná drobné lilie. Je tvořena oddenkem se svazečky hlíz, lodyhou, kopinatými listy a květenstvím se souměrnými nálevkovitými květy se šesti okvětními lístky. Vyskytuje se v nejrůznějších barevných variantách od červené, fialové nebo růžové přes oranžovou a žlutou až po bílou. Na květech jsou patrné drobné tečky a čárkování v tmavších barvách. Na jedné rostlině může vyrůst klidně i víc než 20 květů.

## Výskyt
Pochází z Jižní Ameriky, roste především v Chile, Argentině nebo Brazílii. Má ráda dostatek vláhy, a proto se vyskytuje spíše ve vlhkých křovinatých oblastech. Pro krásný tvar a zbarvení květů se však rozšířila do celého světa. V USA, Austrálii, Mexiku, na Novém Zélandu, Kanárských ostrovech nebo Madeiře byla dokonce naturalizována.

## Využití
Předností alstromérie je bohaté květenství s atraktivními květy. Z toho důvodu se často používá pro květinové dekorace nebo kytice, řezaná vydrží velmi dlouho čerstvá (až 2 týdny). Také našla využití jako okrasná rostlina často pěstovaná v zimních zahradách a sklenících. Symbolizuje oddanost a přátelství.